# Gaperon
Il gaperon è un formaggio francese diffuso nell'Alvernia.

## Storia
Il gaperon è originario dell'altopiano della Limagne, nell'Alvernia. Originariamente, era preparato utilizzando del latticello che veniva mischiato al latte fresco e successivamente con pepe rosa e peperoncino locali. Veniva fatto stagionare appeso e all'aperto, nelle cucine o dispense delle fattorie.

## Descrizione
Il gaperon è un formaggio a base di latte vaccino, con acini di pepe in polvere frantumati e aglio. Ha una consistenza soffice e forma cupolare. A seconda del grado di stagionatura, l'interno assume una colorazione che può essere avorio o giallo chiaro. Può essere consumato tutto l'anno. Quando è poco stagionato ha un sapore aspro; invecchiando diviene burroso e soffice, con un forte sapore di aglio e pepe.